# Moehringia minutiflora
Moehringia minutiflora är en nejlikväxtart som beskrevs av Joseph Friedrich Nicolaus Bornmüller. Moehringia minutiflora ingår i släktet skogsnarvar, och familjen nejlikväxter. Inga underarter finns listade i Catalogue of Life.